# Partir avant les miens
Pistes de Loin des yeux de l'Occident
Vidéo "Série Noire" Poisson dans la cage
Partir avant les miens est une chanson écrite, composée et interprétée par Daniel Balavoine pour l'album Loin des yeux de l'Occident en 1983.
Dans cette chanson, l'interprète, alors âgé de 31 ans, évoque sa propre mort et son enterrement et déclare : « vouloir mourir avant ceux qu'il aime, pour ne pas hériter de la douleur du deuil de la perte d'un proche. » Une chanson qui résonnera comme une sinistre prémonition lorsque trois ans plus tard, le chanteur meurt le 14 janvier 1986 dans un accident d'hélicoptère au Paris-Dakar ainsi que les passagers dont Thierry Sabine, créateur du rallye.
À noter sur cette chanson, la présence du claviériste suisse Patrick Moraz, anciennement de Yes et des Moody Blues.

## Éditions
- Le titre figure aussi sur le disque L'Essentiel (1995).